# Cliff Hugo
Clifford Clyde Hugo (23 de abril de 1951) es un bajista estadounidense más conocido por su trabajo en el grupo británico Supertramp. Hugo también trabajó con su compañero de grupo Carl Verheyen en la Carl Verheyen Band entre 1997 y 2008, y ha trabajado como músico de sesión para otros artistas como Rick Braun, Melissa Manchester, Willie Bobo, Moacir Santos y Paul Williams, entre otros.
Hugo pasó sus primeros años de vida en California. Después de graduarse en la universidad, fue invitado a tocar con Ray Charles tanto en el estudio como en gira. Actualmente reside en Sonoma, California, y es miembro del programa Faculty in the Jazz en la Universidad Estatal de Sonoma.
En 2012, participó en la grabación del álbum de The Beach Boys That's Why God Made the Radio.